# Саобраћај у Португалији
Португалија је најзападнија земаља Европе. За Португалију највећи значај има поморски саобраћај, јер великом дужином излази на најпрометнији океан света, (Атлантик). Са друге стране, ова држава се налази на самом крају европског копна и нема могућност за већи сувоземни промет. На крају, Португалија, иако је део развијеног Запада, она је то одскора, па земља на пољу саобраћаја и саобраћајне мреже (нарочито у унутрашњости) заостаје за развијеним земљама северно од ње. Због тога је протеклих година развој на овом пољу био веома интензиван.
Португалија има развијен друмски, железнички, ваздушни и водни саобраћај. Највећи саобраћајни чвор земље је главни град, Лисабон, повољно смештен у средишту земље. За њим не заостаје много други град по значају у земљи, Порто.

## Железнички саобраћај
Укупна дужина железничке мреже у Португалији је 2.850 км, од чега је 623 км електрификовано, а 426 км је у виду двоструког колосека. Португалске пруге имају неколико предвиђених ширина колосека:
- широки колосек (1.668 мм - 2.576 км (све пруге које су електрификоване или су са два колосека припадају овој групи)
- стандардни колосек (1.435 мм - данас не постоје, али су предвиђене са пруге великих брзина ка Шпанији
- узани колосек (1.000 мм - 178 км

Државно предузеће надлежно за железницу је Возови Португалије. Оно је надлежно за све пруге широког колосека, док су за пруге уског колосека надлежни приватна предузећа и месне власти.
Најважније железничко чвориште је престоница Лисабон, од кога иду најважније линије у земљи ка већим обласним средиштима и Шпанији:
- ка северу - Коимбра, Авеиро, Порто, Брага
- ка североистоку - Сантарем, Каштељу Бранко
- ка истоку - Евора, Ештремоз, Мадрид (Шпан.)
- ка југоистоку - Бежа
- ка југу - Фаро, Севиља (Шпан.)

Градска железница је присутна у два највећа града града Португалије. Класичан метро систем је присутан у Лисабону (погледати: Лисабонски метро), а лаки метро поседује Порто. Оба града поседују и трамвајски превоз.
Железничка веза са суседним земљама:
- Шпанија Шпанија - да

## Друмски саобраћај
Укупна дужина путева у Португалији у 1999. години је 68.732 км, од чега је са тврдом подлогом 59.110 км друмских путева. На савремене ауто-путеве и друге путеве са 4 траке исте године отпадало је 1.700 км. Пошто је управа над ауто-путевима у рукама приватних предузећа плаћа се путарина, али је све под надзором државних органа. Друмска мрежа је развијена, али по густини заостаје за многим земљама западне и средње Европе. Такође, друмска мрежа је развијенија и боља у западној (приморској) половини земље.
Главни државни путеви се називају „Аутострадама“ (шпан. Auto-Estrada). Најважнији путеви се углавном поклапају са Европским саобраћајним коридорима и носе двозначну ознаку „А+број“. Бројеви иду од 1 до 44, при чему значајнији путеви обично носе мање бројеве.
Најважнији државни путеви у Португалији су (ознака * - у изградњи или плановима):
- Ауто-пут А1 или Северни ауто-пут, Лисабон - Сантарем - Леирија - Коимбра - Авеиро - Порто, укупна дужина 301 км, савремени ауто-пут целом дужином.
- Ауто-пут А2 или Јужни ауто-пут, Лисабон - Сетубал - Фаро, укупна дужина 240 км, савремени ауто-пут целом дужином.
- Ауто-пут А3, Порто - Брага - граница са Шпанијом (ка Коруњи), укупна дужина 112 км, савремени ауто-пут целом дужином.
- Ауто-пут А4 или Ешторилски ауто-пут, Лисабон - Ешторил, укупна дужина 25 км, савремени ауто-пут целом дужином.
- Ауто-пут А6 или Алентежо ауто-пут, Сетубал - Евора - Ештремоз - граница са Шпанијом (ка Мадриду), укупна дужина 167 км, савремени ауто-пут целом дужином.
- Ауто-пут А7, Повоа да Варжим - Брага - Гимараеш - Вила Поука, укупна дужина 90 км, савремени ауто-пут целом дужином.
- Ауто-пут А8 или Западни ауто-пут, Лисабон - Обидош - Леирија, укупна дужина 132 км, савремени ауто-пут целом дужином.
- Ауто-пут А9, Обилазница око Лисабона, укупна дужина 35 км, савремени ауто-пут целом дужином.
- Ауто-пут А13, Сантарем - Сетубал, укупна дужина 91 км, савремени ауто-пут целом дужином.
- Ауто-пут А15, Обидош - Сантарем, укупна дужина 49 км, савремени ауто-пут целом дужином.
- Ауто-пут А20, Обилазница око Портоа, укупна дужина 21 км, савремени ауто-пут целом дужином.
- Ауто-пут А22 или Алгарве ауто-пут, Лагош - Фаро - граница са Шпанијом (ка Севиљи), укупна дужина 141 км, савремени ауто-пут целом дужином.
- Ауто-пут А23 или Унутрашња Беира ауто-пут, Сантарем - Каштељу Бранко - Ковиља - Гварда - граница са Шпанијом (ка Саламанци), укупна дужина 167 км, савремени ауто-пут на већем делу пута.
- Ауто-пут А24, Висеу - Вила Реал - Вила Поука - * - граница са Шпанијом (ка Леону), укупна дужина 155 км, савремени ауто-пут на већем делу пута.

## Водени саобраћај
Португалија је приморска земља са дугим излазом на Атлантски океан, најважнију и најпрометнију водену површину не свету. Значај поморског саобраћаја у Португалији најбоље се види из напомене, па је захваљујући њему португалска средњовековна држава освојила огромне колонијалне поседе и захваљујући томе постала светска сила. Због тога је природно да Португалија има више значајних лука, од којих су неке на острвима. Најважније луке су два највећа града, Лисабон и Порто, који су се развили на местима где се приморје отвара ка унутрашњости, на ушћима река Тежо и Дуро.
Значајне луке су:
- Лисабон
- Порто
- Сетубал
- Алмада
- Фуншал
- Авеиро
- Фаро

Унутрашњи водени саобраћај Португалије постоји (дужина 820 км, али је он веома малог значаја. У питању су две значајне реке Пиринејског полуострва, Дуро и Тежо. Разлог њиховог малог значаја је томе што су реке лети због суше обе реке јако плитке.

## Гасоводи и нафтоводи
- Гасовод: 700 км, али постоје планови за нових 300 км.
- Нафтовод: 22 км

## Ваздушни транспорт
Највећи аеродроми су они везани за Лисабон и Порто, али лети остваре велики промет и аеродроми близу туристичких одредишта.
У Португалији постоји велики број авио-предузећа, од којих је најпознатије и највеће државно предузеће "ТАП ПОртугалија“.
У земљи постоји 66 званично уписаних аеродрома 1999. године, од чега 40 са чврстом подлогом (погледати: Аеродроми у Португалији). 24 аеродрома је уврштено на листу међународних аеродрома са IATA кодом (IATA Airport Code). Најпознатији од њих су:
- Међународни аеродром „Портела“ у Лисабону -
- Аеродром „Франсиско да С' Канеиро“ у Портоу -
- Аеродром „Санта Катарина“ у Фуншалу -
- Аеродром „Жоао Паоло II“ у Понта Делгади -
- Аеродром „Фаро“ у Фароу -

Најважније ваздухопловно чвориште у Португалији је лисабонски [[Аеродром Лисабон|аеродром „Портела"], који се налази у оквиру града Лисабона, што доноси доста потешкоћа и граду и аеродрому. Због тога је предвиђено његово пресељење на ново место. Аеродроми Аеродром „Санта Катарина“ на Мадери и Аеродром  на Азорима су најважнија веза ових острва са копном. Аеродроми у Алгарвеу, попут аеродрома код Фароа су углавном оптерећени током летње туристичке сезоне.